# Chime-Long Ocean Kingdom

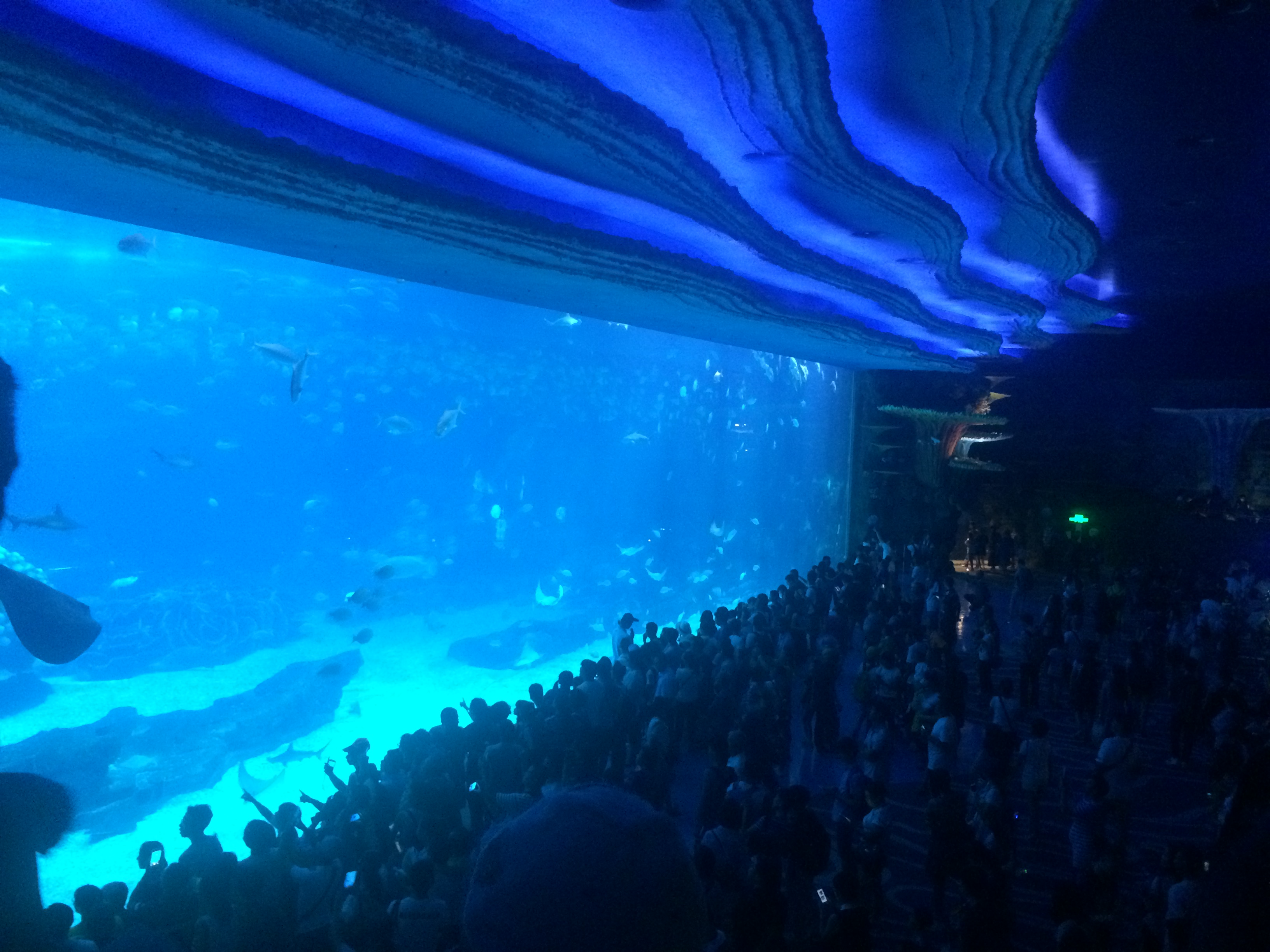
Hai-Aquarium

Das Chime-Long Ocean Kingdom (珠海长隆海洋王国) ist ein großes Schauaquarium mit Freizeitpark in Zhuhai (Volksrepublik China). Es wurde 2014 eröffnet und hält 5 Weltrekorde.
2018 gab es 10,83 Millionen Besucher. Betreiber ist die Chime-Long Group.
Die Becken fassen 48,75 Millionen Liter Salz- und Süßwasser, das größte Becken fasst 22,7 Millionen Liter und zeigt Walhaie.
Die Gesamtbaukosten betrugen etwa 2,4 Milliarden Euro.

## Weltrekorde
- Größtes Aquarium der Welt
- Größte Acryl-Fläche der Welt (39,6 m × 8,3 m)
- Größtes Aquarium-Fenster der Welt
- Größter transparenter „Unterwasser-Dom“ der Welt (12 m Durchmesser)
- Größtes Aquariumbecken der Welt (22,7 Mio. Liter)[7]

## Achterbahnen
| Name            | Typ                | Hersteller           | Eröffnungsjahr |
| --------------- | ------------------ | -------------------- | -------------- |
| Jungle Coaster  | Familienachterbahn | Zierer               | 2018           |
| Parrot Coaster  | Wing Coaster       | Bolliger & Mabillard | 2014           |
| Penguin Coaster | Familienachterbahn | Zierer               | 2018           |
| Polar Explorer  | Wasserachterbahn   | Mack Rides           | 2014           |
| Walrus Splash   | Wasserachterbahn   | Mack Rides           | 2014           |

## Abbildungen

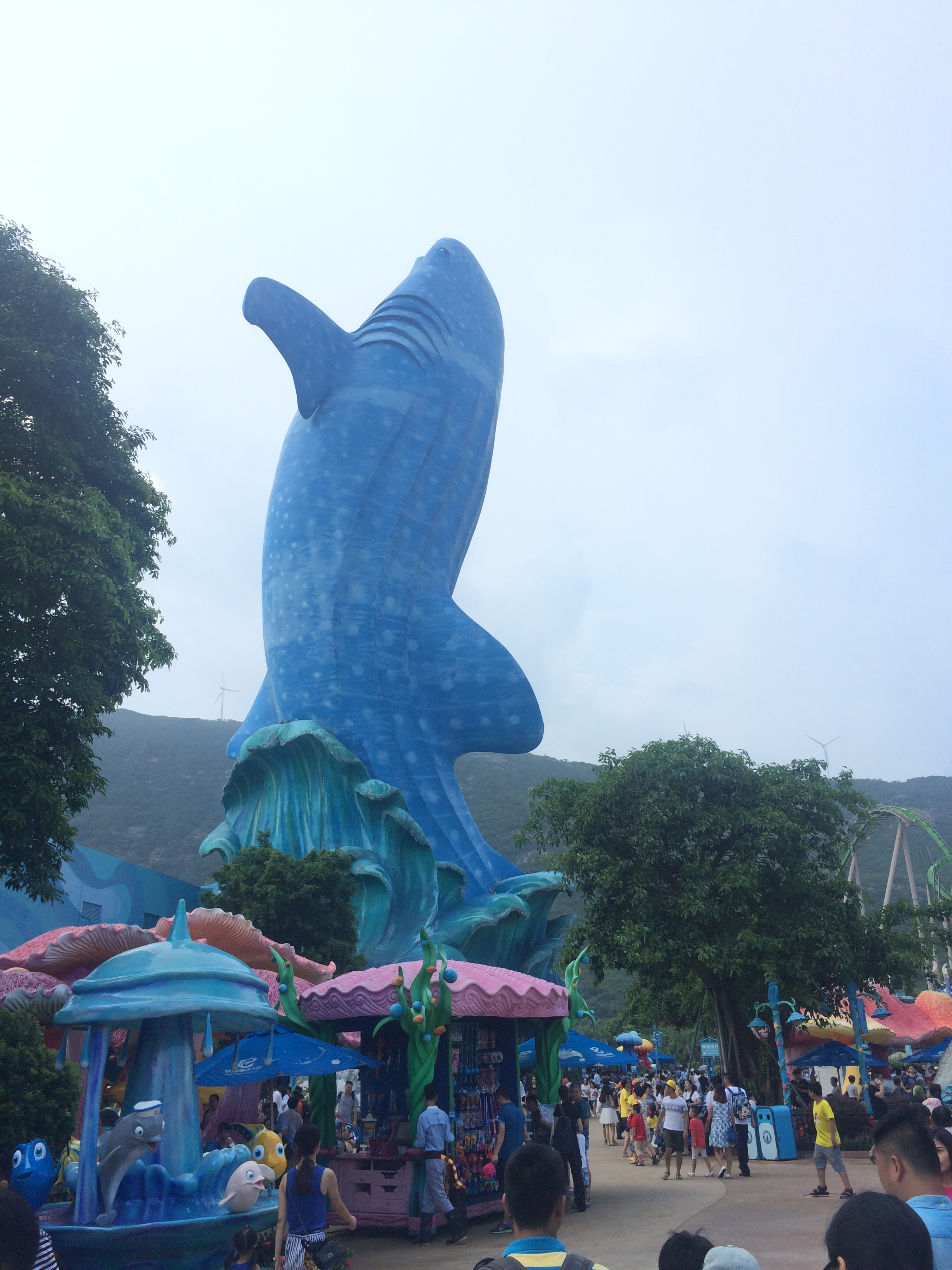
Walhai-Skulptur
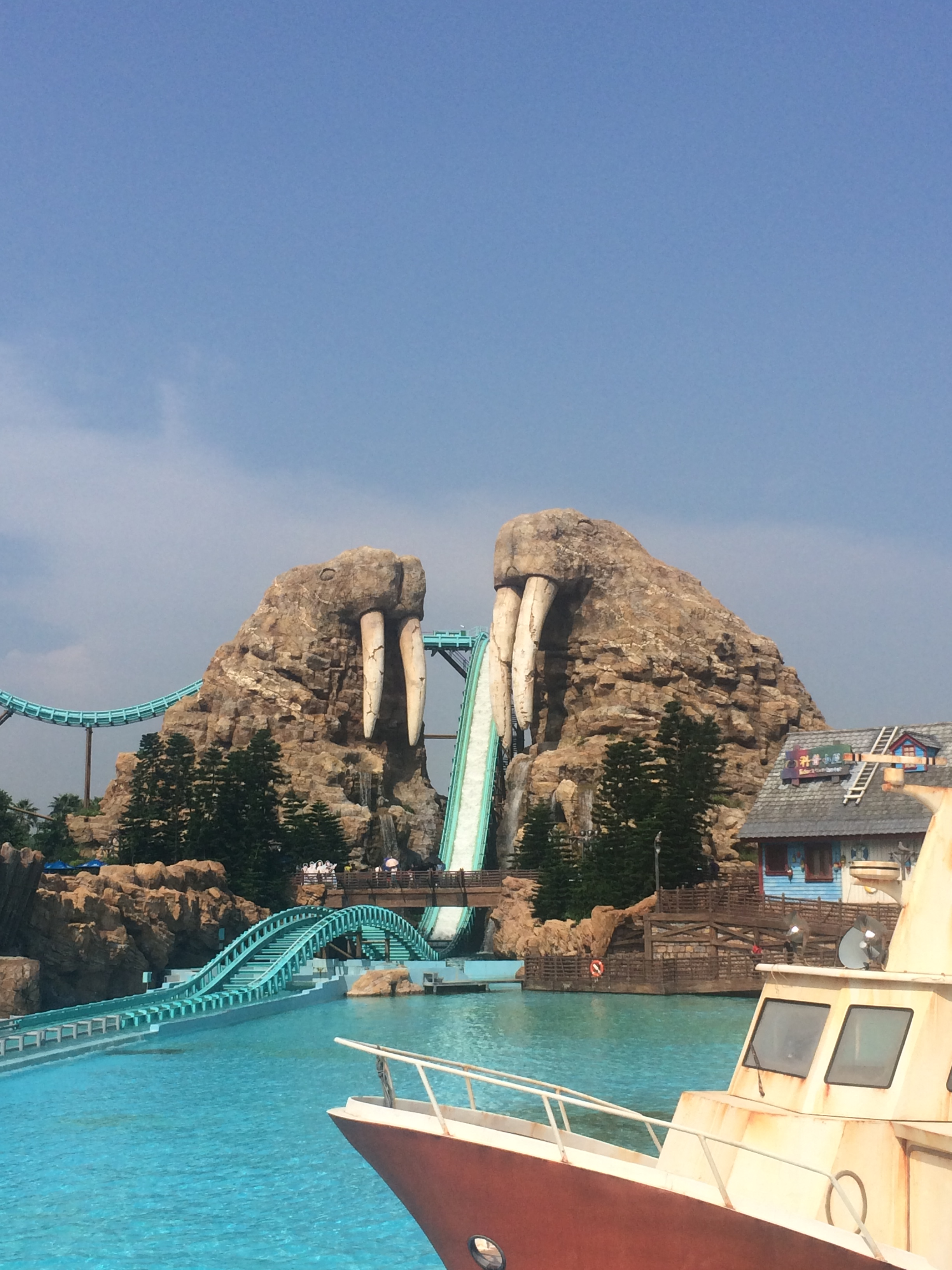
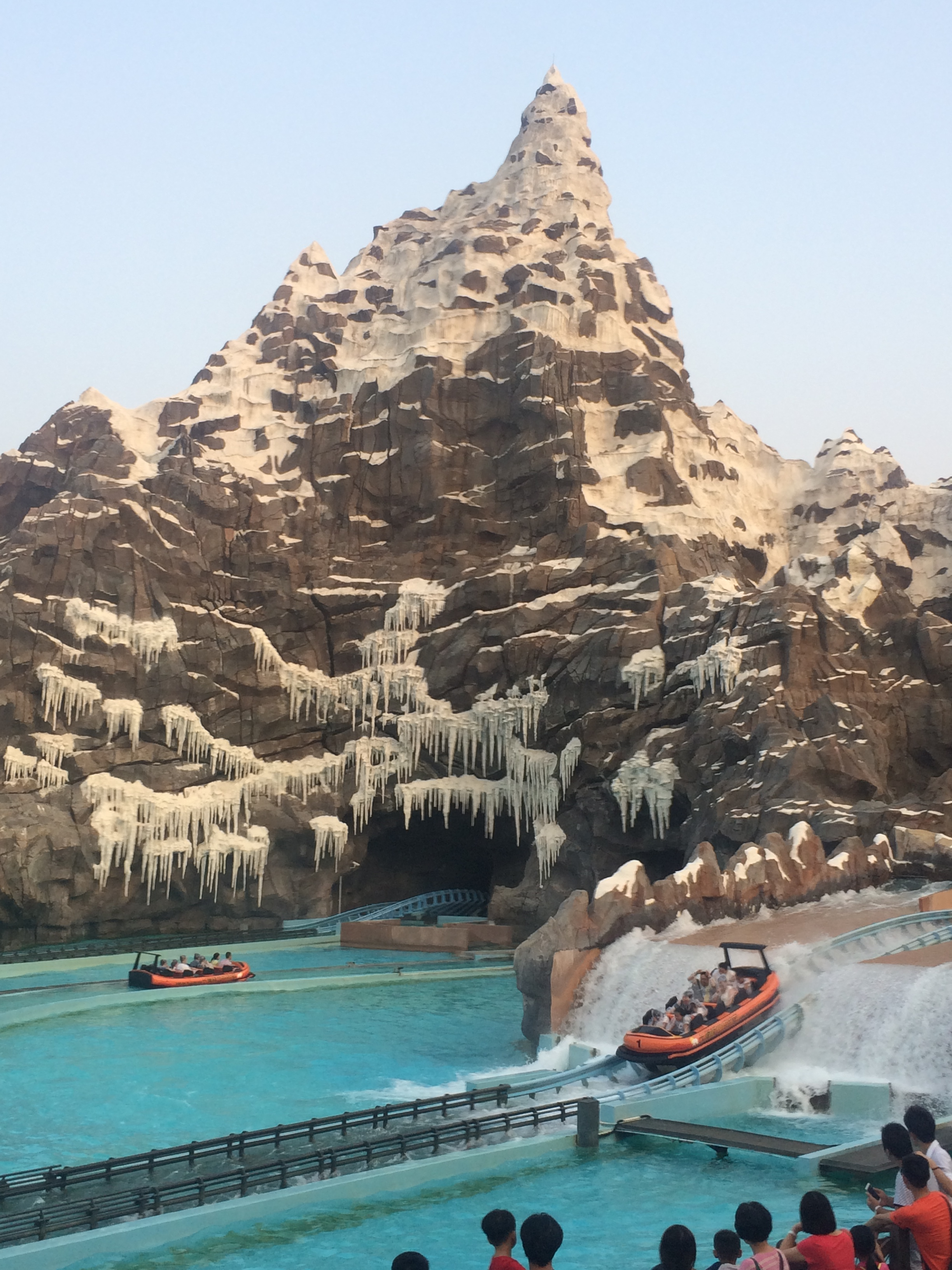